# Porta di Poncarale
La Porta di Poncarale (o Porta Poncarali) era un tempo una delle porte di accesso alla fortezza di Castel Goffredo, per chi proveniva da ovest.

## Storia e descrizione
All'inizio del Quattrocento, sotto il marchesato di Alessandro Gonzaga, il primo nucleo abitato costruito a ridosso di "Castelvecchio" fu circondato da un secondo ordine di mura. Non è da escludere che Alessandro si sia avvalso della consulenza del famoso architetto militare della corte gonzaghesca di Mantova Giovanni da Padova. Tutto attorno alle mura si estendeva un fossato, originato dal corso dei torrenti Fuga e Tartarello, che nel punto più largo era ampio 25 metri e profondo alcuni metri.
L'accesso al borgo era controllato da quattro porte:
- Porta Picaloca, a est,  all'ingresso dell'attuale via Mantova (unica a oggi rimasta);
- Porta di Sopra, a nord, all'ingresso dell'attuale via Manzoni, a ridosso della quale nel 1460 fu costruito a maggiore difesa il rivellino;[4]
- Porta del Povino, a sud, all'ingresso dell'attuale via Botturi;
- Porta di Poncarale, a ovest,  all'ingresso dell'attuale via Poncarali.

Le quattro porte furono in seguito ridotte a due (di Sopra e del Povino) sotto il dominio di Aloisio Gonzaga per ragioni di sicurezza.

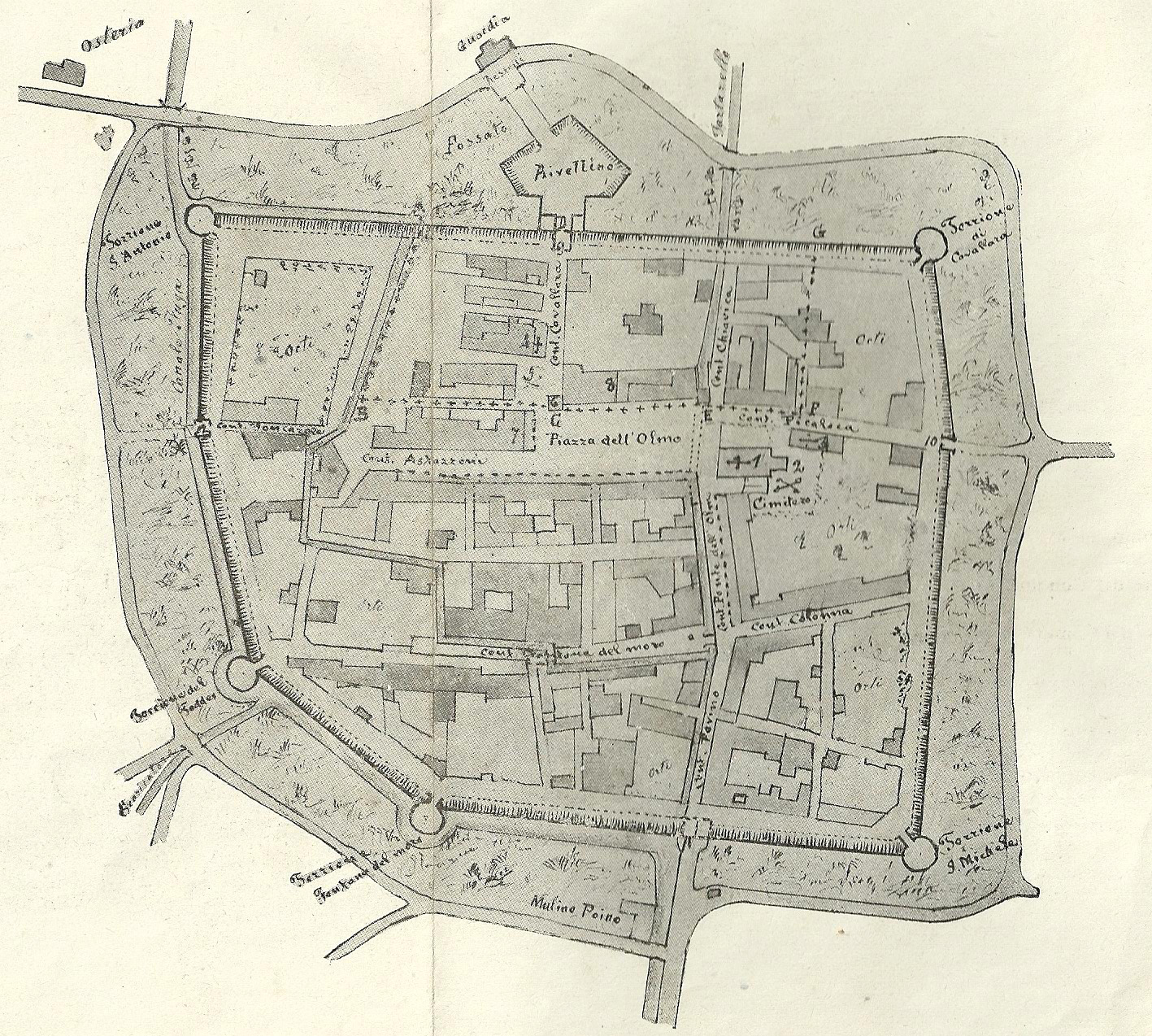
Pianta di Castel Goffredo all'inizio del Cinquecento, con a sud la Porta del Povino ed il mulino del Poino.

Stemma dei Poncarale

La Porta di Poncarale era collocata a ovest, all'incrocio delle attuali via Poncarali e via Montello.
Era la più antica come data di costruzione e prendeva il nome dalla famiglia Poncarale, che nel quartiere deteneva delle proprietà.
Poco lontano dalla porta sorgeva l'antica Chiesa dei Santi Marco e Antonio, demolita prima del 1702.
A metà del Settecento (tra il 1757 e il 1776) iniziò il progressivo abbattimento delle opere di difesa, iniziando dal rivellino, collocato a difesa della Porta di Sopra. Nei primi decenni dell'Ottocento iniziò per Castel Goffredo una profonda ristrutturazione urbanistica, che interessò anche la Porta del Povino. L'abbattimento fu completato nel 1838, perché dichiarata ingombrante ai fini della circolazione.

### Altre fonti
- 1999 – Immagina. Castel Goffredo: l'evoluzione di un territorio, CD-ROM, a cura del Comune di Castel Goffredo